# Municipio de Cane
El municipio de Cane (en inglés: Cane Township) es un municipio ubicado en el condado de White en el estado estadounidense de Arkansas. En el año 2010 tenía una población de 1738 habitantes y una densidad poblacional de 19,7 personas por km².

## Geografía
El municipio de Cane se encuentra ubicado en las coordenadas 35°11′12″N 91°51′41″O / 35.18667, -91.86139. Según la Oficina del Censo de los Estados Unidos, el municipio tiene una superficie total de 88.21 km², de la cual 88,17 km² corresponden a tierra firme y (0,04 %) 0,04 km² es agua.

## Demografía
Según el censo de 2010, había 1738 personas residiendo en el municipio de Cane. La densidad de población era de 19,7 hab./km². De los 1738 habitantes, el municipio de Cane estaba compuesto por el 96,72 % blancos, el 0,58 % eran afroamericanos, el 0,69 % eran amerindios, el 0,12 % eran asiáticos, el 0,58 % eran de otras razas y el 1,32 % eran de una mezcla de razas. Del total de la población el 1,27 % eran hispanos o latinos de cualquier raza.